# Degithina apicalis
Degithina apicalis är en stekelart som först beskrevs av William Harris Ashmead 1890.  Degithina apicalis ingår i släktet Degithina och familjen brokparasitsteklar. Inga underarter finns listade i Catalogue of Life.